# 승교점 경도
승교점 경도(영어: longitude of the ascending node)는 궤도요소의 하나로, 기준면의 기준방향에서 반시계 방향으로 승교점까지의 각도를 나타낸다. 천체의 좌표를 나타내기 위하여 사용한다. 기호는 Ω이다.
태양계 내 행성의 경우, 기준면은 황도면, 기준방향은 춘분점이며 승교점은 아래 표와 같다.
| 행성   | 승교점(도) |
| ------ | ---------- |
| 수성   | 48.312     |
| 금성   | 76.637     |
| 지구   | 174.836    |
| 화성   | 49.512     |
| 목성   | 100.493    |
| 토성   | 113.625    |
| 천왕성 | 74.018     |
| 해왕성 | 131.781    |

## 같이 보기
- 분점
- 케플러 궤도
- 궤도 교점